# Yate Town F.C.
Yate Town F.C. là một câu lạc bộ bóng đá Anh tọa lạc ở Yate, Gloucestershire. Đội bóng được thành lập năm 1906 với tên gọi Yate Rovers và đổi tên thành Yate YMCA năm 1946, và trở thành Yate Town năm 1969. Đội chính đang thi đấu ở Southern Football League Division One South and West, nằm ở cấp độ 8 của hệ thống các giải bóng đá Anh, và đội dự bị chơi tại Gloucestershire County League nằm ở cấp độ 11. CLB là hội viên của Gloucestershire County FA.

## Lịch sử

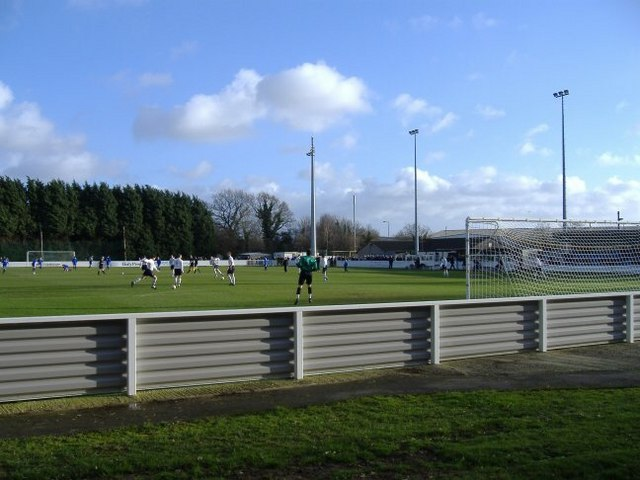
Các cầu thủ đang khởi động trước một trận đấu ở Lodge Road

Họ là thành viên sáng lập của Gloucestershire County League năm 1968, chuyển đến Hellenic League năm 1983. Sau 2 mùa giải ở Division One, họ thăng hạng lên Premier Division và sau 2 mùa giải đứng giữa bảng xếp hạng thì đội bóng vô địch Hellenic League trong 2 mùa giải, 1987–88 và 1988–89. Chức vô địch thứ 2 giúp họ giành quyền thăng hạng lên Southern League, và họ tiếp tục thi đấu cho đến năm 2000. Năm đó đội bóng xuống hạng lại Hellenic League trong 3 mùa giải trước khi được thăng hạng trở lại lên Southern League năm 2003, nơi mà họ vẫn thi đấu cho đến nay, thi đấu tại hạng đấu đầu tiên khi trở lại là Division One South & West level ở mùa giải 2009–10.
Ngày 23 tháng 10 năm 2012, Yate đánh bại Newport County A.F.C. (sau đó là nhà vô địch của Conference Premier) 3–1 để vượt qua vòng loại FA Cup lần đầu tiên trong lịch sử. Các bàn thắng lịch sử được tạo nên bởi Tom Knighton, Scott Thomas và Matt Groves. Yate thi đấu với Cheltenham Town ở vòng 1. Cùng với Slough Town, Yate là đội bóng có cấp độ thấp nhất bước vào vòng đấu này.
Trong các lần tham dự FA Vase họ vào đến vòng cho 16 đội mạnh nhất (vòng 5) ở mùa giải 1992–93, và gần đây là vòng cho 64 đội mạnh nhất (vòng 3) của FA Trophy mùa giải 2004–05.

## Các kỉ lục
- Thành tích tốt nhất ở FA Cup: vòng 1 – 2012–13
- Thành tích tốt nhất ở FA Trophy: đá lại vòng 3 – 2004–05
- Thành tích tốt nhất ở FA Vase: vòng 5 – 1991–92